# Spoorlijn Hattem - Kampen Zuid
De spoorlijn Hattem - Kampen Zuid was een aftakking bij Hattem van de opgebroken spoorlijn Apeldoorn - Zwolle, ook wel bekend als Baronnenlijn. De spoorlijn werd in 1913 aangelegd. In 1933 werd de lijn weer gesloten.

## Geschiedenis
De lijn werd in aansluiting op de lijn Apeldoorn - Zwolle aangelegd. De stad Kampen kreeg zo een station aan de eigen zijde van de IJssel. Het station lag aan het Engelenbergplantsoen en kreeg de naam Kampen Zuid. Bij Hattemerbroek kruiste de nieuwe lijn de spoorlijn Amersfoort - Zwolle en de Zuiderzeestraatweg met twee viaducten en eindigde bij station Hattem. Doordat alle spoorwegmaatschappijen inmiddels waren opgegaan in de Nederlandse Spoorwegen was een tweede concurrerende spoorverbinding met Kampen overbodig geworden. Door teruglopende reizigersaantallen werd de lijn al in 1933 gesloten. De rails werden niet lang daarna opgebroken. Het oude tracé is echter nog voor een groot deel herkenbaar.
De N50 maakt sinds eind jaren 80 tussen Hattemerbroek en het gehucht De Zande gedeeltelijk gebruik van het oude traject. Tussen de Zande en Kampen-Zuid is de N 763 op het tracé aangelegd. Daarnaast is eind 2012 de Hanzelijn tussen beide plaatsen langs diezelfde N50 in gebruik genomen en die volgt zo ook het oude tracé. Aan de Hanzelijn werd ook het station Kampen Zuid geopend; dit station ligt echter op een andere plaats.